# Pursat (thị xã)
Krong Pursat là thị xã tỉnh lị thuộc tỉnh Pursat, Campuchia, cách thủ đô Phnôm Pênh 188 kilomet theo đường bộ. Theo thống kê năm 1998, thị xã được chia thành 7 xã và 64 làng với 57.523 người thuộc 10.856 hộ gia đình Sampov Meas nằm ở trung tâm của khu vực tập trung dân cư của tỉnh. Thị xã được các huyện khác trong tỉnh bao quanh và không giáp với tỉnh khác Thị xã có mật độ dân số đông nhất tỉnh
1. ↑  General Population Census of Cambodia, 1998: Village Gazetteer. National Institute of Statistics. tháng 2 năm 2000. tr. 250–252.
2. ↑  General Population Census of Cambodia 1998, Ministry of Planning, Phnom Penh
3. ↑  Total Road Atlas of Cambodia 2006, 3rd edition. Total Cambodge, Phnom Penh, Cambodia. 2006.

Bản mẫu:Pursat Province